# Yuri Manin

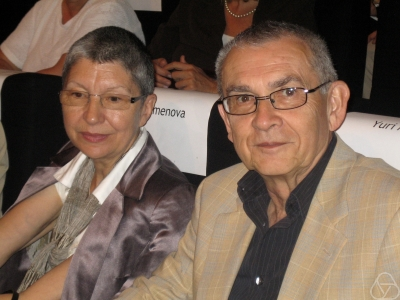
Yuri Manin beim ICM 2006 in Madrid, mit seiner Frau Xenia Glebowna Semjonowa

Yuri Manin (russisch Юрий Иванович Манин / Juri Iwanowitsch Manin; * 16. Februar 1937 in Simferopol, ASSR der Krim, Russische SFSR, Sowjetunion; † 7. Januar 2023 in Bonn) war ein sowjetischer, dann russisch-deutscher Mathematiker und wissenschaftliches Mitglied und Direktor am Max-Planck-Institut für Mathematik in Bonn. Seine Hauptarbeitsgebiete waren Zahlentheorie, Diophantische Geometrie, mathematische Physik und algebraische Geometrie.

## Leben und Werk
Yuri Manin wurde am 16. Februar 1937 in Simferopol auf der Krim geboren, die damals zur Russischen Sozialistischen Föderativen Sowjetrepublik gehörte. Er studierte an der Moskauer Lomonossow-Universität Physik und Mathematik und graduierte dort 1958 summa cum laude. Seine erste Arbeit hatte er schon vorher veröffentlicht. Danach war er am Steklow-Institut für Mathematik in Moskau, an dem er 1960 bei Igor Schafarewitsch promovierte (Kandidatentitel). Danach war er dort leitender Wissenschaftler (Principal Researcher). 1963 habilitierte er sich (russischer Doktortitel). 1965 bis 1992 war er auch Professor für Algebra an der Universität Moskau. 1966 hielt er einen Vortrag auf dem Internationalen Mathematikerkongress (ICM) in Moskau über Rationale Flächen und Galoiskohomologie. 1991/92 war er an der Columbia University (Eilenberg-Lehrstuhl) und 1992 bis 1993 am Massachusetts Institute of Technology (MIT), blieb aber (in absentia) Mitglied des Steklow-Instituts, das er auch regelmäßig besuchte. Ab 1992 war er wissenschaftliches Mitglied am Max-Planck-Institut für Mathematik in Bonn, dessen Direktor er 1993 wurde. Im Jahre 2005 wurde er emeritiert. Ab 2002 war er Board of Trustees-Professor an der Northwestern University in Evanston (Illinois). Neben der russischen hatte er auch die deutsche Staatsbürgerschaft.
Er war unter anderem Gastprofessor an der Universität Pisa (1964), der Universität Montreal (1984), am Institut des hautes études scientifiques (IHES; 1967, 1989), am Collège de France (1989, 2006), der University of California, Berkeley (Miller Professor 1989, Chern Lecturer 1999), der Harvard University (1991) und der Universität Antwerpen (International Franqui Chair 1996/97).
In den 1960er Jahren bewies er die Mordell-Vermutung für Funktionenkörper. Er schrieb ein Buch über kubische Flächen und Formen („Cubic Forms“), untersuchte algebraische Flächen über den rationalen Zahlen (z. B. Fano-Varietäten) und zeigte die Rolle der Brauergruppe im Zusammenhang mit Abweichungen von Helmut Hasses Lokal-Global-Prinzip auf. Er arbeitete auch über Modulformen in der Zahlentheorie (p-adische Modulformen) und über die Torsionspunkte elliptischer Kurven. Mit Wassili Alexejewitsch Iskowskich bewies er 1971 am Beispiel glatter quartischer 3-Varietäten (Beispielen von Fano-Varietäten), dass unirationale Varietäten in drei Dimensionen nicht rational sein müssen (ein Gegenbeispiel zum Lüroth-Problem von Jacob Lüroth).
Von ihm wurde der Begriff Motiv in der algebraischen Geometrie geprägt, nachdem er das Konzept aus dem Besuch bei Alexander Grothendieck (IHES Seminar Mai 1967) kennengelernt hatte. Sein Aufsatz Correspondences, Motifs and monoidal transformations (auf Russisch) von 1968 war die erste Veröffentlichung über Motive.
Der Gauß-Manin-Zusammenhang (Gauss-Manin-connection) ist nach ihm benannt. Er beschreibt ein Vektorbündel auf Familien algebraischer Varietäten mit dem Parameterraum, der diese Familien indiziert, als Basis. Im Fall elliptischer Kurven ist der Basisraum eine Gerade; die Kohomologiegruppen sind durch die Perioden der elliptischen Funktion gegeben und der Gauss-Manin-Zusammenhang wird zu einer Differentialgleichung zweiter Ordnung (Picard-Fuchs-Differentialgleichung) für die Perioden.
Die Manin-Mumford-Vermutung (zuerst bewiesen von Michel Raynaud) macht eine Endlichkeitsaussage über den Schnitt einer Kurve {\displaystyle C} mit Geschlecht {\displaystyle g\geq 2} über einem Zahlkörper {\displaystyle K} mit der Torsionsuntergruppe ihrer Jacobi-Varietät {\displaystyle J} (wobei {\displaystyle C} in {\displaystyle J} eingebettet ist). Sie war von der Mordell-Vermutung inspiriert.
Ab den 1980er Jahren beschäftigte er sich zunehmend mit mathematischer Physik und ihren Verbindungen zur algebraischen Geometrie (Eichtheorien, Instantonen, Mirror-Symmetrie, Supersymmetrie, nicht-kommutative Geometrie, Stringtheorie u. a.). Er arbeitete auch über Quanteninformationstheorie.
Zu seinen Schülern zählen Vladimir Drinfeld, Victor Kolyvagin, Alexander Beilinson, Juri Sarchin (Zarhin), Wjatscheslaw Wladimirowitsch Schokurow, Michail Kapranow, Juri Tschinkel, Michail Zfasman, Iwan Tscherednik (Cherednik), Wladimir Iwanowitsch Danilow (Danilov), Alexander L. Rosenberg, Boris Tsygan, Mariusz Wodzicki, Wassili Alexejewitsch Iskowskich, Jan Nekovář und Vladimir Berkovich.
Er war mit Xenia Glebowna Semjonowa verheiratet.
Yuri Manin starb am 7. Januar 2023 im Alter von 85 Jahren.

## Preise und Auszeichnungen
- Preis der Moskauer Mathematischen Gesellschaft 1963
- Leninpreis (1967)
- Brouwer-Medaille (1987)
- Nemmers-Preis für Mathematik (1994)
- Rolf-Schock-Preis in Mathematik (1999)
- Georg-Cantor-Medaille (2002)
- König-Faisal-Preis (2002)
- Pour le Mérite für Wissenschaften und Künste (2007)
- Großes Verdienstkreuz des Verdienstordens der Bundesrepublik Deutschland mit Stern (2008)
- Ehrendoktor der Universität Paris VI (1999), Universität Oslo (2002), University of Warwick (2006)

1966 war er Invited Speaker auf dem ICM in Moskau (Rational surfaces and Galois cohomology), 1970 in Nizza (Groupe de Brauer-Grothendieck en geometrie diophantienne), 1978 in Helsinki (Plenarvortrag, Modular forms and number theory), 1986 in Berkeley (Quantum strings and algebraic curves) und 1990 in Kyōto (Mathematics as metaphor).
Mitgliedschaften:
- Korrespondierendes Mitglied der Russischen Akademie der Wissenschaften (1990)
- Mitglied der Königlich Niederländischen Akademie der Wissenschaften (1990)
- Academia Europaea (1993)
- Korrespondierendes Mitglied der Göttinger Akademie der Wissenschaften (1996)
- Mitglied der Leopoldina (2000)
- Mitglied der Päpstlichen Akademie der Wissenschaften (1996)
- American Academy of Arts and Sciences (2004)
- Auswärtiges Mitglied der Académie des Sciences (2005)
- Ehrenmitglied der London Mathematical Society (2011)

## Schriften
- Manin: Selected works with commentary. World Scientific 1996 (Kommentar von Manin)
- Manin: Mathematics as metaphor – selected essays. American Mathematical Society 2009 (gegenüber der russischen Ausgabe gekürzt)
- Manin: Mathematik als Metapher. Ausgewählte Essays, Bd. 1. e-enterprise 2016
- Manin: Mathematik und Physik, Ausgewählte Essays, Bd. 2. e-enterprise 2017
- Manin: Mathematik und Sprache, Ausgewählte Essays, Bd. 3. e-enterprise 2019
- Manin: Rational points of algebraic curves over function fields. AMS translations 1966 (Mordell Vermutung Funktionenkörper)
- Manin: Algebraic topology of algebraic varieties. Russian Mathematical Surveys 1965
- Manin: Modular forms and Number Theory. International Congress of Mathematicians, Helsinki 1978
- Manin: Frobenius manifolds, quantum cohomology and moduli spaces. American Mathematical Society 1999
- Manin: Quantum groups and non commutative geometry. Montreal, Centre de Recherches Mathématiques, 1988, 2. Auflage Springer 2018 (mit Beiträgen von Theo Raedschelders und Michel Van den Bergh)
- Manin: Topics in non commutative geometry. Princeton University Press 1991
- Manin: Gauge field theory and complex geometry. Springer 1988 (Grundlehren der mathematischen Wissenschaften)
- Manin: Cubic forms – algebra, geometry, arithmetic. North Holland 1986
- Manin: A course in mathematical logic. Springer 1977
- Manin: Das Beweisbare und das nicht Beweisbare (russ.), Moskau 1979
- Manin: Mathematik und Physik (russ.), Moskau 1979
- Manin: Das Berechenbare und das nicht Berechenbare (russ.), Moskau 1980
- Manin: Mathematics and physics. Birkhäuser 1981
- Manin: New dimensions in geometry. In: Arbeitstagung Bonn 1984, Lectures Notes in Mathematics, Band 1111, Springer Verlag
- Manin, Alexei Iwanowitsch Kostrikin: Linear algebra and geometry, Gordon and Breach 1989
- Manin, Sergei Gelfand: Homological algebra. Springer, 1994 (Encyclopedia of mathematical sciences)
- Manin, Sergei Gelfand: Methods of Homological algebra. Springer, 1996, doi:10.1007/978-3-662-03220-6
- Manin: Lectures on Zeta functions and motives, Astérisque, Band 228, 1995, S. 121–163, numdam
- Manin, Igor Kobzarev: Elementary Particles: mathematics, physics and philosophy. Kluwer, Dordrecht 1989 (das Buch hat einführenden Charakter)
- Manin, Panchishkin: Introduction to Number theory. Springer Verlag 1995, 2. Auflage 2005
- Manin: Interrelations between mathematics and physics, in: Michele Audin (Hrsg.), Matériaux pour l’histoire des mathématiques au XXe siècle Actes du colloque à la mémoire de Jean Dieudonné (Nice 1996), SMF 1998, S. 157
- Manin: Moduli, Motives, Mirrors. 3. European Congress Math. Barcelona 2000, Plenarvortrag, arxiv:math.AG/0005144
- Manin: Classical computing, quantum computing and Shor’s factoring algorithm. Bourbaki Seminar 1999, arxiv:quant-ph/9903008
- Manin: Von Zahlen und Figuren. 2002, arxiv:math.AG/0201005
- Manin, Mathilde Marcolli: Holography principle and arithmetic of algebraic curves. 2002, arxiv:hep-th/0201036
- Manin: Three-dimensional hyperbolic geometry as infinite-adic Arakelov geometry. Inventiones Mathematicae, 1991
- Manin: Mathematik, Kunst und Zivilisation. e-enterprise, 2014
- Manin: Introduction to the theory of schemes (Moscow Lectures), Springer 2018